# Pessan
Pessan (gaskognisch gleicher Name) ist eine französische Gemeinde mit 659 Einwohnern (Stand 1. Januar 2022) im Département Gers in der Region Okzitanien; sie gehört zum Arrondissement Auch und zum Gemeindeverband Grand Auch Cœur de Gascogne. Seine Bewohner nennen sich Pessannais/Pessannaises.

## Geografie
Pessan liegt rund sechs Kilometer südöstlich der Stadt Auch im Zentrum des Départements Gers. Der Fluss Arçon durchquert die Gemeinde und bildet streckenweise die westliche Gemeindegrenze. Die Gemeinde besteht aus dem Dorf Pessan sowie zahlreichen Einzelgehöften. Pessan liegt wenige Kilometer südlich der N124 und östlich der N21.

## Geschichte
Überreste aus gallo-römischer Zeit belegen eine frühe Besiedlung. Bereits im 9. Jahrhundert wurde eine Benediktinerabtei gegründet. Diese bestand bis zur Französischen Revolution. In ihrer Nähe entstand um 1270 eine Bastide und somit der Ort Pessan. Im Mittelalter lag der Ort in der Grafschaft Astarac, die ein Teil der Provinz Gascogne war. Die Gemeinde gehörte von 1793 bis 1801 zum District Auch, zudem war Pessan von 1793 bis 1801 ein Teil des Kantons Auch. Von 1801 bis 1973 lag sie im Kanton Auch-Sud, danach von 1973 bis 2015 im Wahlkreis (Kanton) Auch-Sud-Est-Seissan. Die Gemeinde ist seit 1801 dem Arrondissement Auch zugeteilt. Im Jahr 1821 kam die bisherige Gemeinde Lartigolle (1821: 25 Einwohner) zu Pessan.

## Bevölkerungsentwicklung
| Jahr                       | 1962 | 1968 | 1975 | 1982 | 1990 | 1999 | 2006 | 2014 | 2020 |
| Einwohner                  | 434  | 422  | 524  | 604  | 660  | 634  | 677  | 680  | 672  |
| Quellen: Cassini und INSEE |      |      |      |      |      |      |      |      |      |

## Sehenswürdigkeiten
- Schloss La Rochette aus dem 19. Jahrhundert
- Schloss Salleneuve
- Schloss Lartigolle aus dem 14. Jahrhundert
- Schloss La Trouquette aus dem 15. Jahrhundert
- Kirche Saint-Michel, Monument historique seit 1960[1] (ehemalige Abteikirche)
- befestigtes Tor, Monument historique seit 1973[2]
- Denkmal für die Gefallenen[3]
- mehrere Wegkreuze und eine Madonnenstatue an der Kirche

Quelle:

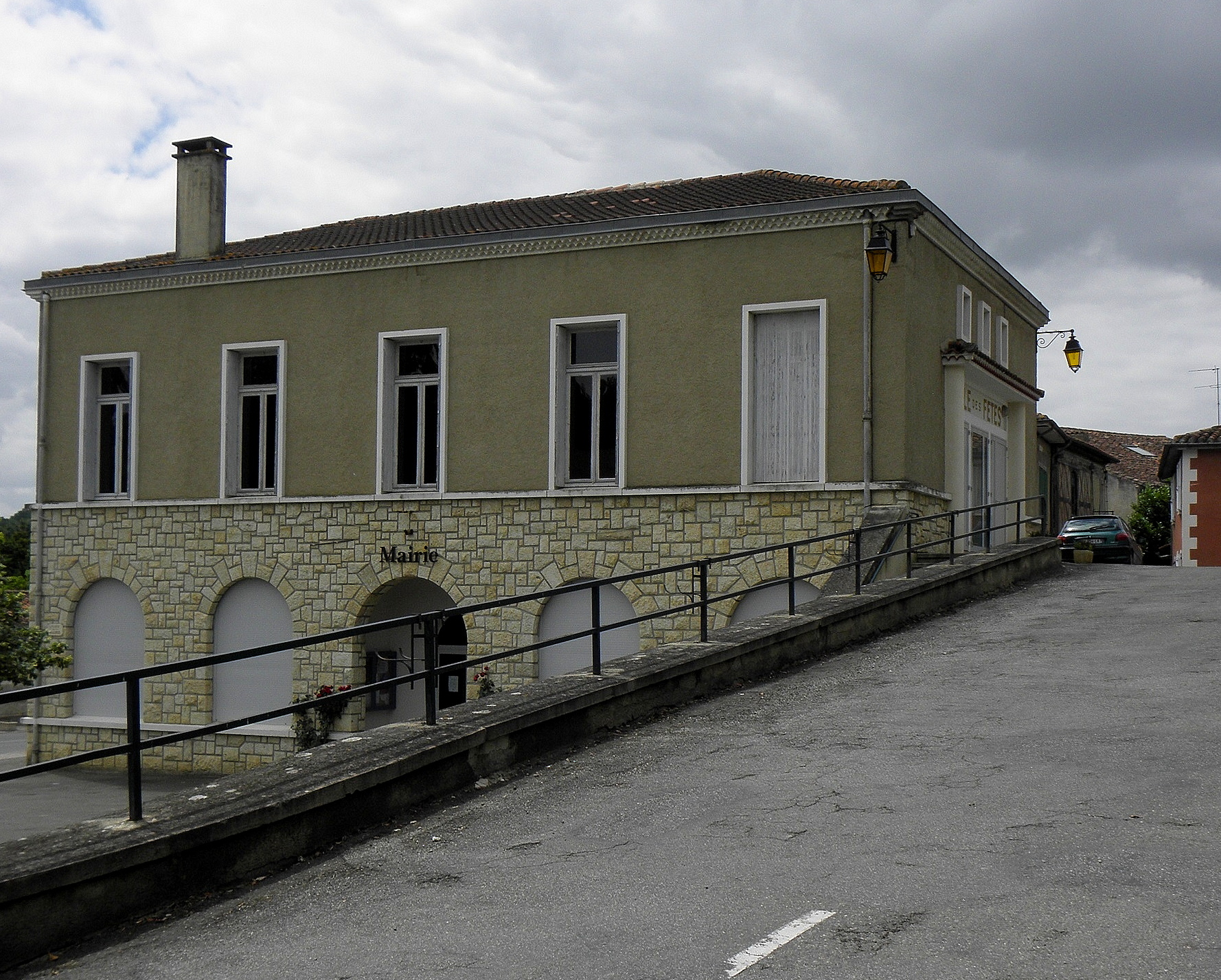
Rathaus (Mairie) von Pessan
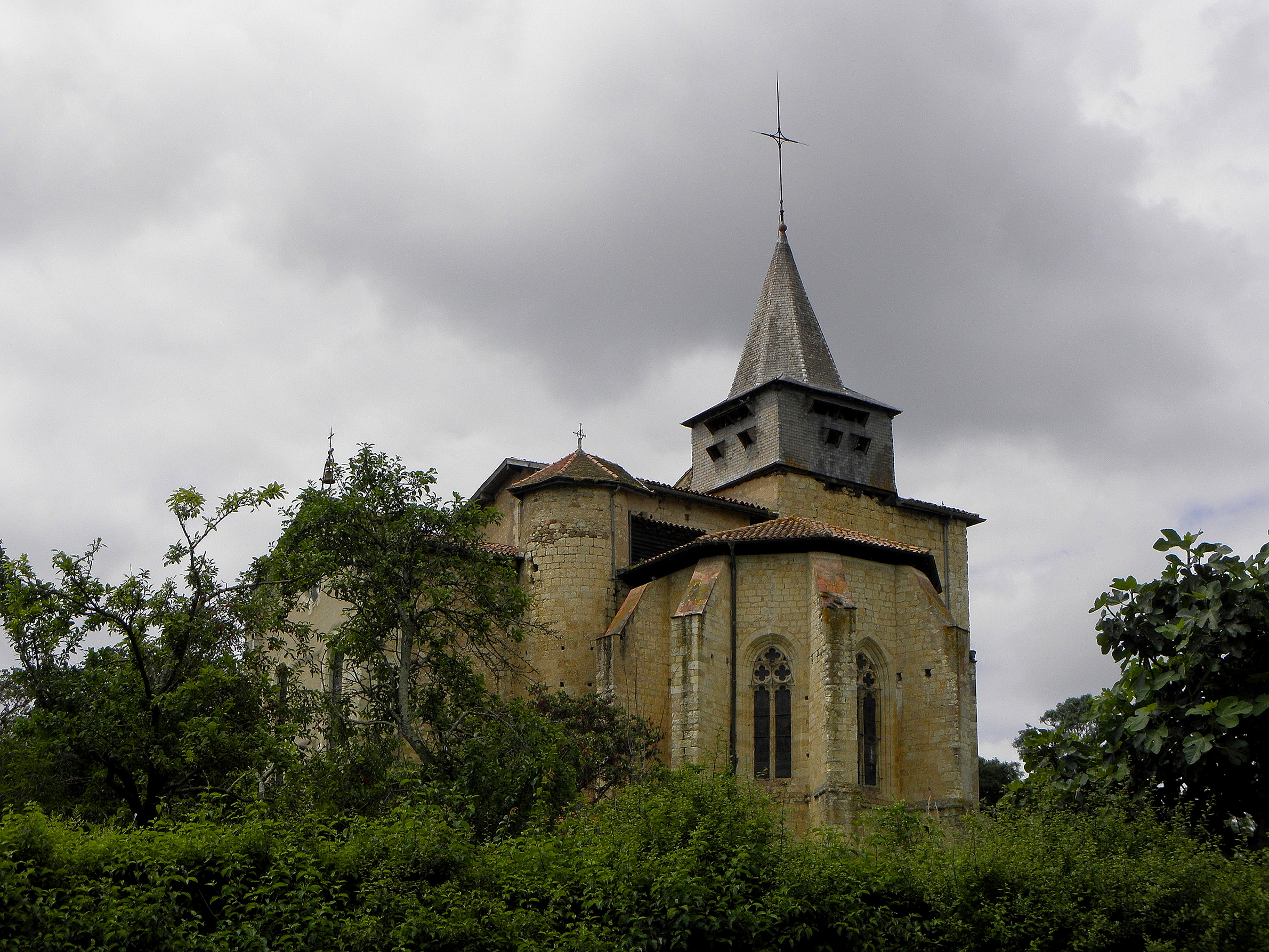
Kirche Saint-Michel
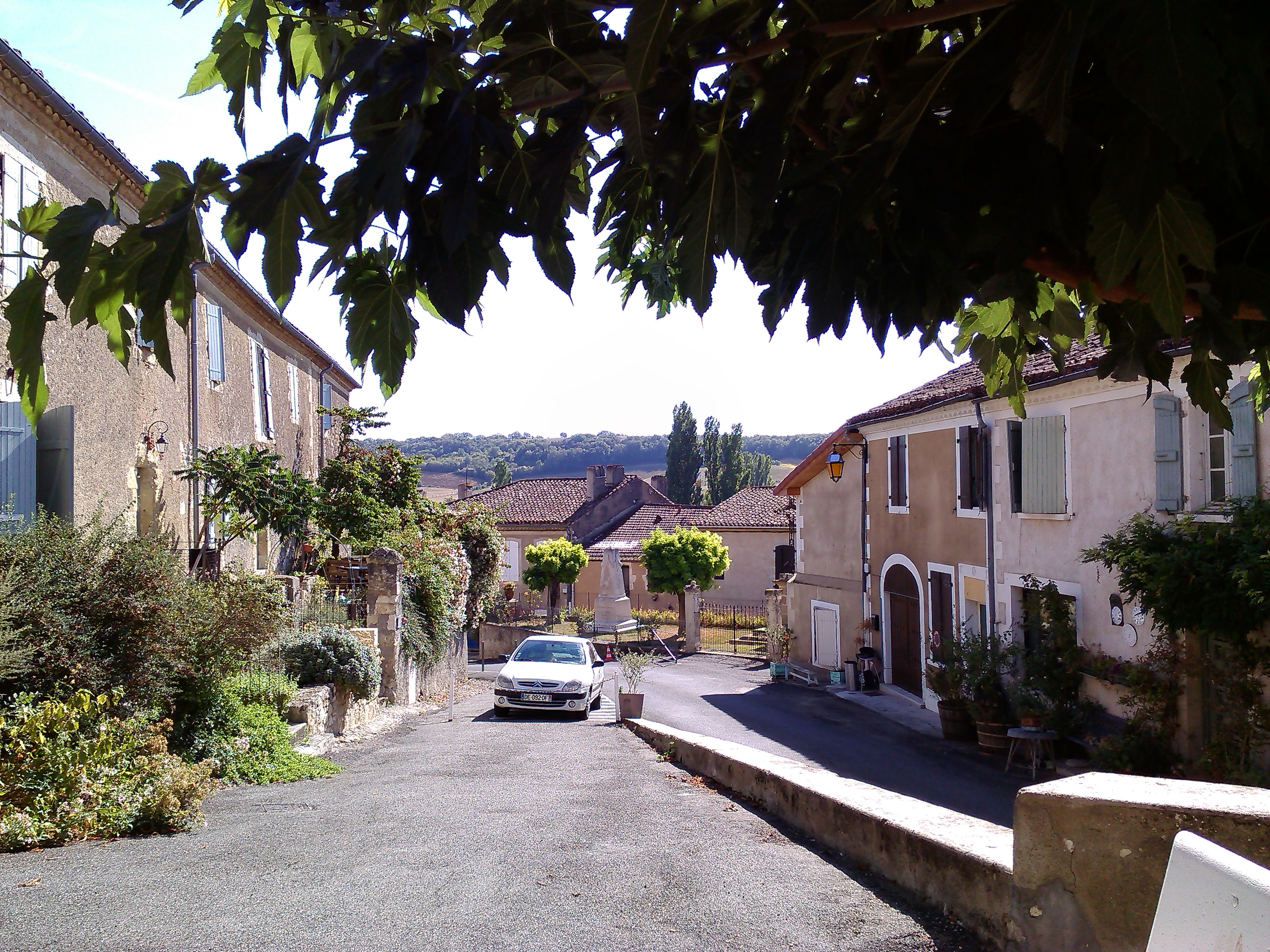
Teilansicht des Dorfs
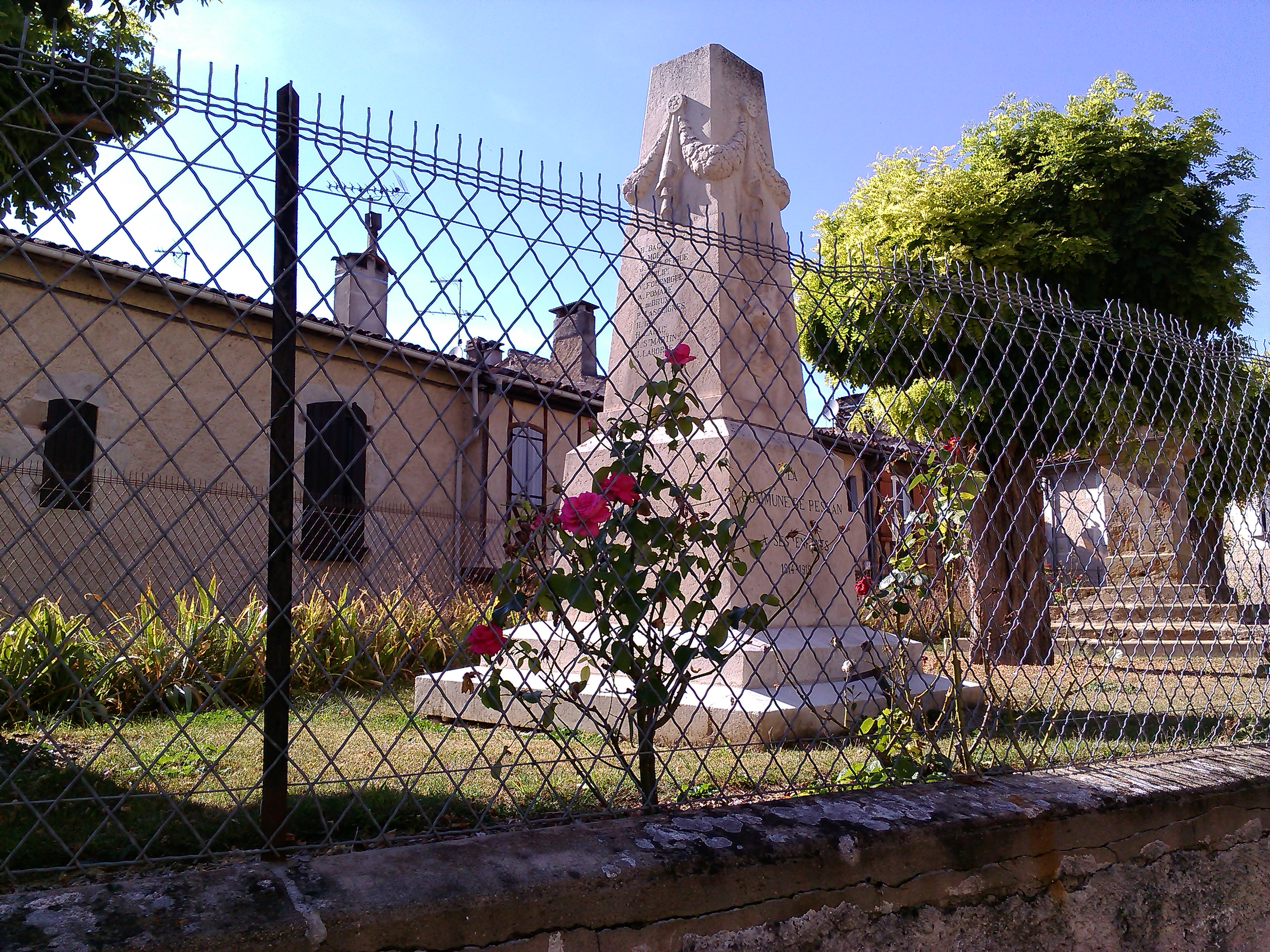
Denkmal für die Gefallenen
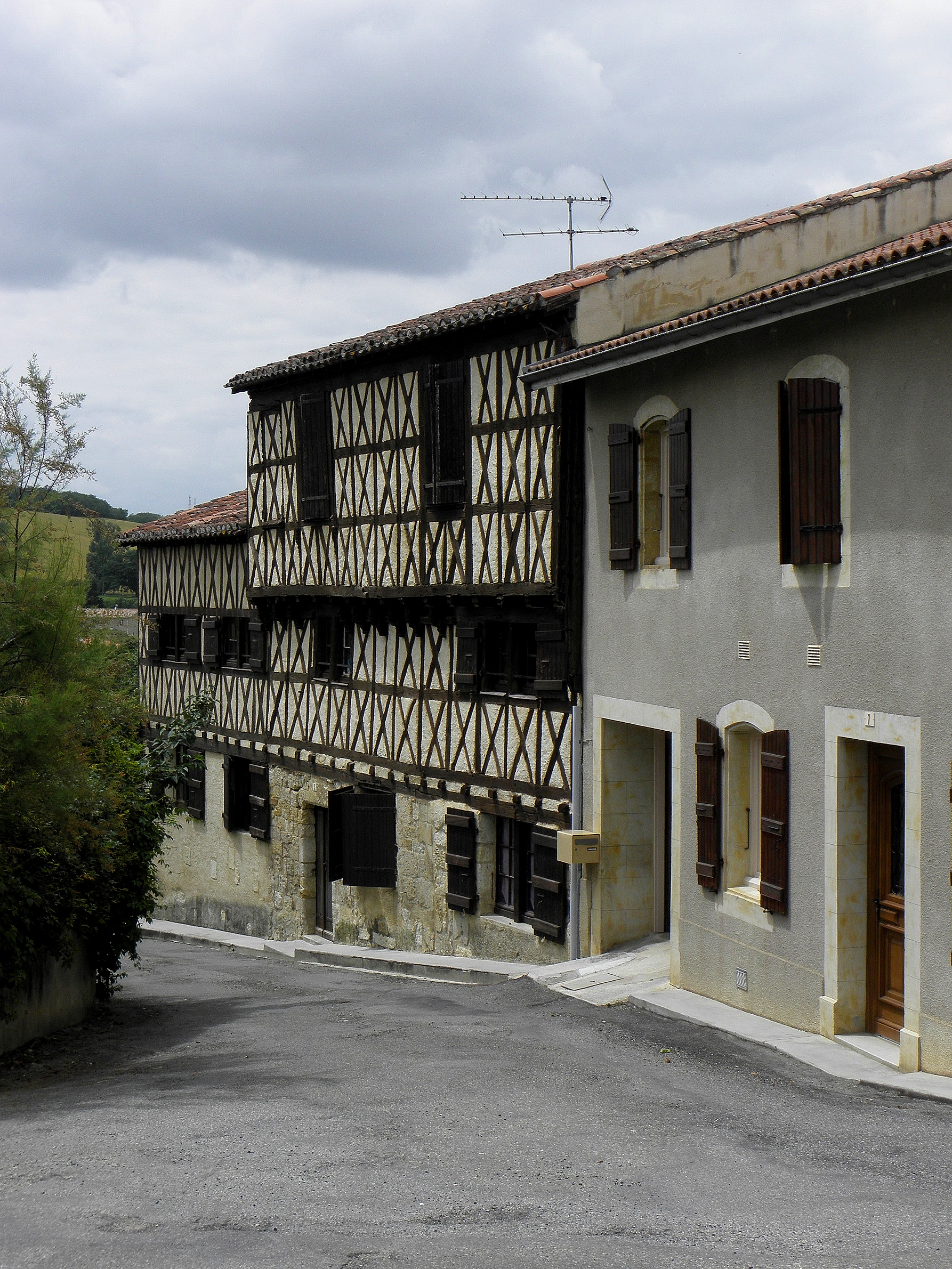
Alte Häuser in Pessan
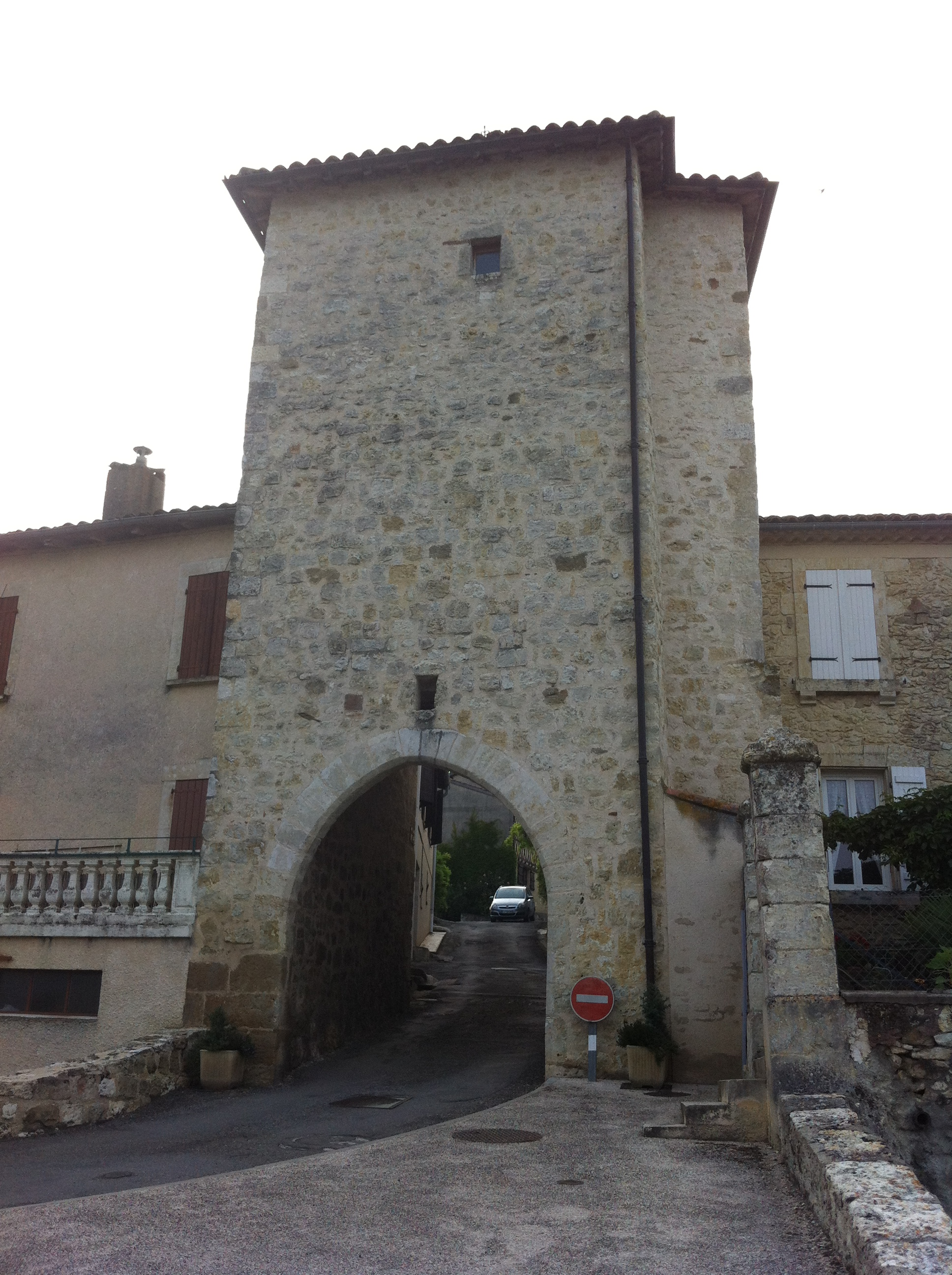
Befestigtes Tor
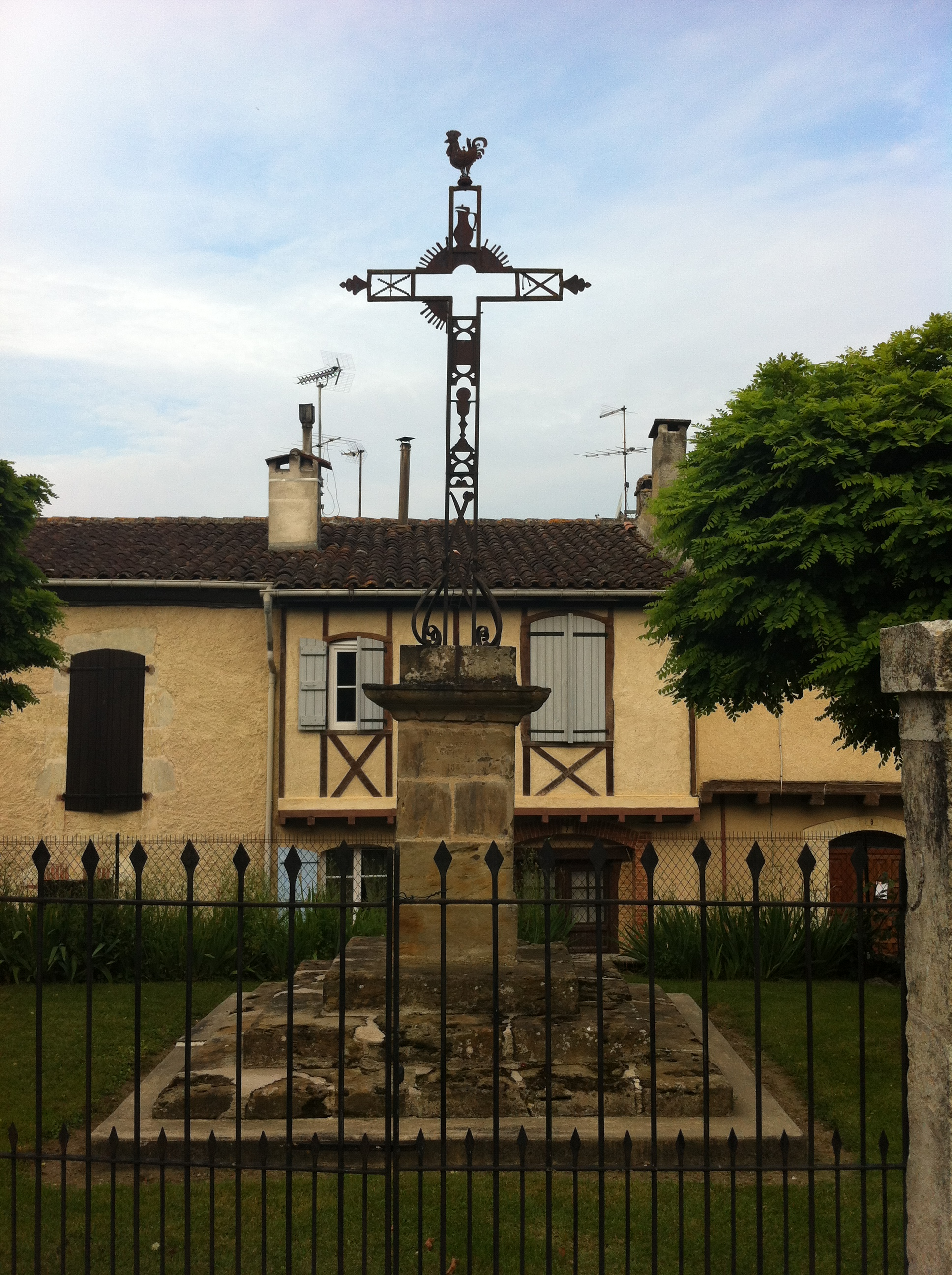
Kreuz im Dorf